# Jula (фестиваль)
JULA — молодёжный международный театрально-музыкальный фестиваль, организатором которого является объединение русскоговорящей молодёжи в Германии JunOst e.V. Фестиваль проходит ежегодно в городе Мюнхен.

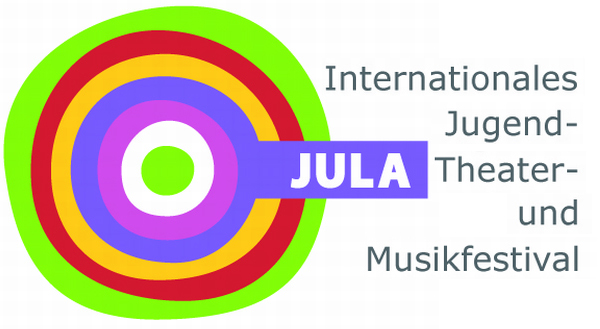
Логотип Фестиваля JULA

## История
Впервые фестиваль состоялся в 2004 году в рамках программы обмена с Молодёжным Театром из Омска. Различные театральные группы показывали свою программу в течение одного дня. После театральной части следовал музыкальный блок с участием немецких и русских групп. Высшей точкой музыкальной части было выступление группы Billy's Band, которая на тот момент времени находились в Европе.
Постепенно фестиваль расширялся и к 2008 году он уже длился 5 дней. В течения фестиваля, каждый вечер проходят спектакли с участием профессиональных театральных коллективов Европы. В пятницу и в субботу вечером музыкальная программа.
На сегодняшний день в фестивале участвовали коллективы Германии, России, Украины, Австрии, Чехии, Белоруссии.

## Программа
Фестиваль состоит из двух частей, театральной и музыкальной. Длительность фестиваля составляет 5 дней. Каждый день зрителю представлена театральная постановка какой-либо страны. Музыкальная часть представлена концертом под названием «Piroschki-Party», где участвуют различные группы Германии и Восточной Европы.

## Участники
В фестивале участвовали следующие театральные коллективы:
- ВГИК / Мастерская И. Н. Ясуловича, Москва [1]

- Факультет театроведения / Университет Людвига-Максимилиана, Мюнхен

- Театр им. Леси Украинки, Киев

- РАМТ, Москва [1]

- Театр 19, Харьков

- Государственный белорусский театр кукол / Проект «Новая сцена», Минск [1]

и другие.